# Academia

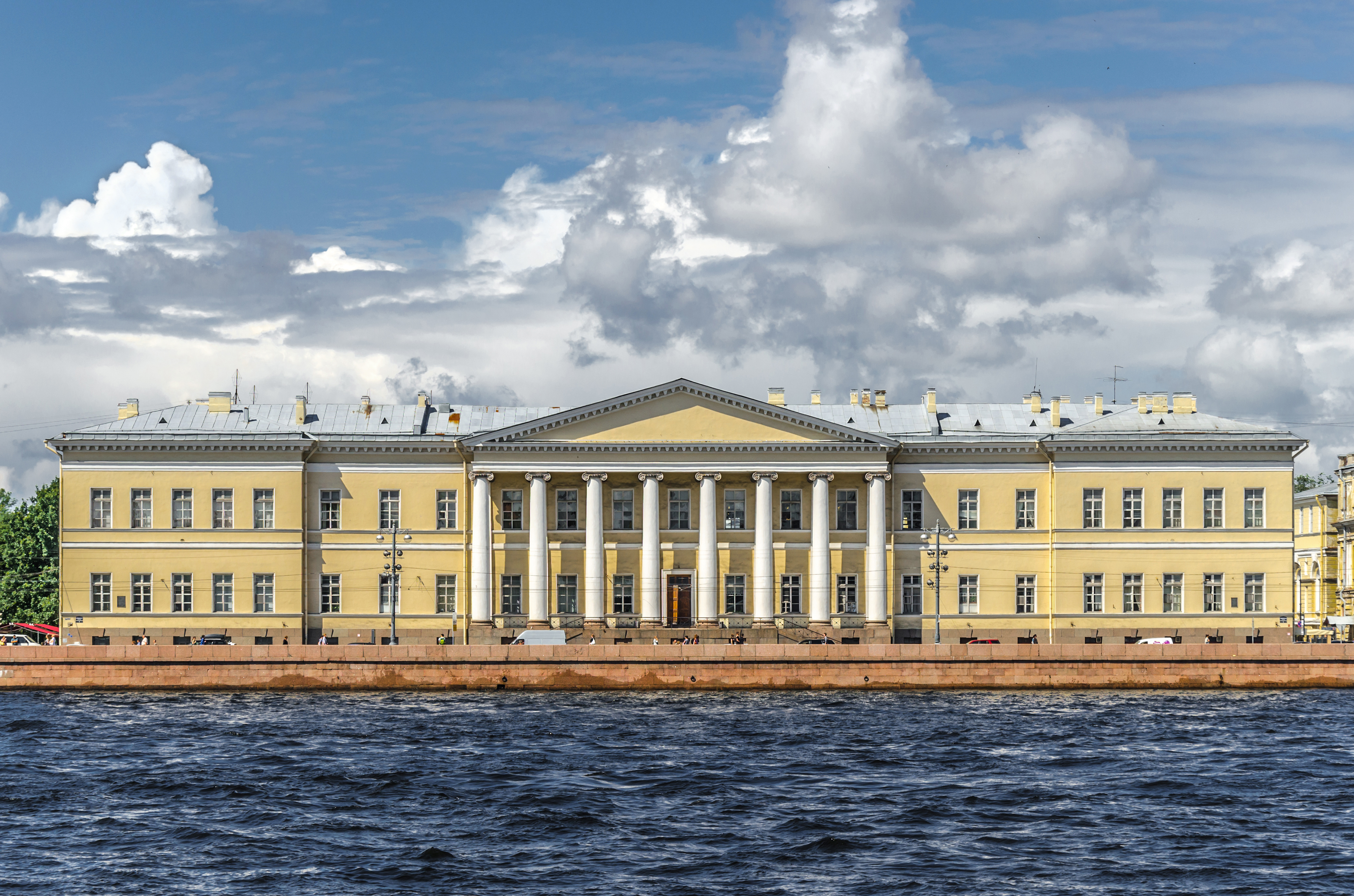
Academia de Ciências da Rússia.

A academia (do grego antigo Ακαδήμεια (transliterado Akadémeia), derivado de Ακάδημος (transliterado Akádēmos), "Academo") designa, no Ocidente, várias instituições vocacionadas para o ensino, a cultura e a ciência, nomeadamente as artísticas, literárias, científicas e físicas, filosóficas etc. O termo também pode se referir a qualquer associação de cientistas, literatos ou artistas. A designação provém da escola de filosofia que Platão fundou na Grécia Antiga em 387 a.C., junto a um jardim a noroeste de Atenas, em terreno dedicado à deusa Atena que, segundo a tradição, pertencera a uma personagem mitológica com o nome de Academo. Muitas academias tornaram-se famosas através de tempos e lugares, nas várias áreas de sua atuação. Entre as academias de letras, tornou-se paradigmática a Academia Francesa, cujo modelo inspirou a Academia Brasileira de Letras.

## História
Distinguem-se, na história, a Antiga Academia, de Platão a Arcesilau, e a Nova, que se prolongou até depois do século V.
Foi com a época renascentista e o surgir do humanismo que o princípio da Academia tomou novo fôlego, começando a difusão em Itália e propagando-se pelos demais centros europeus para que se pudesse levar, a cabo, o estudo de saberes relacionados com a filosofia, a arte, a música, a pedagogia, a cultura, a história, a arqueologia, a literatura, a filologia e a ciência. Nesta altura, a forma de constituição das academias mais comum foi a congregação de estudiosos e eruditos, apontando-se, também, como génese, algumas associações formadas nos Jogos Florais.
Uma das novas academias mais relevantes foi a Academia Pomponiana (ou Academia Romana), fundada por Pompónio Leto em Roma, em meados do século XV, e que se dedicou ao estudo da filosofia, da arte, da arqueologia, da filologia e da poesia. No mesmo século, fundava-se a Academia Platónica em Florença, com o apoio de Cosme de Médicis e onde personagens como Marsílio Ficino se dedicavam ao estudo de saberes relacionados com a cultura e a filosofia.
Destacaram-se, no século XVIː a Academia della Crusca, que se dedicava ao estudo da língua italiana considerada pura, e a Academia das Artes do Desenho, ambas igualmente em Florença; a Academia Bracarense (fundada por dom frei Bartolomeu dos Mártires e dedicada ao estudo da filosofia, da cultura e da teologia; e a Academia Romana de Santa Cecília, que se dedicou à promoção dos músicos e ao estudo da música (tornado necessário na sequência das reformas decorrentes do Concílio de Trento).
No século XVII, surgiram, entre muitas outrasː a Académie Française; a Academia Nacional dos Linces (hoje conhecida como Pontifícia Academia das Ciências), em Roma, que contou Galileu entre os seus membros; a Academia da Arcádia, também em Roma, que se formara em torno da rainha Cristina da Suécia, que abdicara do trono ao converter-se ao catolicismo e passando a residir em Roma; a Royal Society em Londres; a Academia dos Generosos em Portugal (primeira conhecida neste país, posteriormente conhecida como Academia Portuguesa); a Académie des Sciences em Paris; e a Academia Real de Pintura e Escultura, na mesma cidade francesa.
Já no século XVIII, instituíram-seː a Academia de la Lengua, em Espanha; a Royal Academy of Arts em Inglaterra; a Academia das Ciências de Lisboa (que se dedicava ao estudo das Letras); a Academia dos Ocultos (com o principal promotor no marquês de Alegrete, Manuel Teles da Silva); a Arcádia Olissiponense, em Lisboa; a Academia Litúrgica Pontifícia (Santa Cruz de Coimbra), também em Portugal; a Academia Real da História Portuguesa (com o incentivo de dom João V e atualmente conhecida como Academia Portuguesa de História); a Academia de História Eclesiástica, em Roma (criada por iniciativa do papa Bento XIV); a Academia Brasílica dos Esquecidos (sob o patrocínio do vice-rei dom Vasco Fernandes César de Meneses); e a Academia Brasílica dos Renascidos, em São Salvador da Bahia, no Brasil, sua continuadora (sob os auspícios de José Mascarenhas Pacheco Pereira Coelho de Melo).
No século XIX, a Academia de São Tomás de Aquino aparece em Roma (por intervenção do papa Leão XIII), com incidência especial no pensamento e obras do santo que lhe deu o nome. Destacam-se, ainda a Academia Brasileira de Letras; a Associação dos Arqueólogos Portugueses; a Academia Imperial de Belas Artes, no Rio de Janeiro; o Ateneu de Belas Artes de Lisboa; a Academia Portuense de Belas Artes, que deu origem à Escola de Belas Artes do Porto; e a Academia Real da Marinha, em Lisboa, por sugestão do Conde de São Vicente.

## Uso alternativo do termo no Brasil
No Brasil, embora existam academias em várias áreas do conhecimento, o termo também é usado para designar a academia desportiva, estabelecimento destinado ao ensino e à prática de atividades físicas ou ginástica (exercícios aeróbicos ou anaeróbios), dotado de equipamento específico.